# ОШ „Учитељ Стојан” Темска
Основна школа „Учитељ Стојан“ Темска је основношколска установа у селу Темска у пиротском округу.

## Историјат
Прва школа у Темској се налазила у Темачком манастиру где је последњи учитељ био Стојан Николић. Касније је то била поп Ђорђова кућа у којој је извесни Данојло био учитељ.
За време првог светског рата Темска и пиротска околина су били под бугарском окупацијом па су сви мушкарци мобилисани и школа за то време је била у бугарским рукама. Настава је била на бугарском језику. Касније су Немци били у овом крају где су разорили школски инвентар и пљачкали. После ослобођења је враћен на место учитеља Стојан који је једини учитељ тада. Радио је тамо све до 1926. године. По њему је и школа добила име.
Стојан је радио на реновирању школе, набавци инвентара и нужних учила. Школске 1919. је ученика било 61. Каснији учитељи су Тихомир Ристић и Божидар Ђорђевић који је покренуо питање дограђивања школе. С тим у вези је дограђен учитељски стан и једна и по учионица. Због недостатка средстава за доградњу школе, продат је плац на коме је била стара школска зграда која је била изгорела. Доградња је завршена 1939. године а тада је уведено и електрично светло за учионице.
Школа за време бугарске окупације у другом светском рату ради али по бугарском плану и програму и језику.
После ослобођења учитељи у школи у Темској су Вера Панић, Рајко Николић, Ратомир Стојановић. Октобра месеца 1944. године је обновљен рад на српском језику.
Децамбра 1945. године је школа отворила први разред прогимназије те је уписано 20 ученика. Септембра 1949. године је извшрено спајање основне четворогодишње школе и прогимназије те је пкола добила назив седмолетка.
Школске 1959/60 је школи у Темској припојена и одељења нижих разреда у Сопоту, Ореовици, Рагодешу, Куманову. Овом приликом је извршено уматичење ових одељења при НОО Темска.
Данас је Основна школа „Душан Радовић" у Пироту матична школи у Темској. Настава се одвија за свих осам разреда основне школе као и програм за предшколце.